# Kobiety mafii (serial telewizyjny)
Kobiety mafii – polski serial telewizyjny z gatunku  dramat sensacyjny z 2018 roku napisany i wyreżyserowany przez Patryka Vegę będący rozszerzeniem wątków historii i bohaterów znanych z filmu o tym samym tytule. Premiera serialu odbyła się na platformie Showmax 30 maja 2018 roku. Powstał również drugi sezon serialu na podstawie drugiej części filmu, którego premiera odbyła się 27 lutego 2020 roku na platformie Netflix. Premiera drugiego sezonu początkowo planowana była w 2019 roku na platformie Showmax, jednak nim do niej doszło firma wycofała się z polskiego rynku.

## Spis odcinków
| Premiera odcinka | Nr | Tytuł               |
| ---------------- | -- | ------------------- |
|                  |    |                     |
| Seria pierwsza   |    |                     |
|                  |    |                     |
| 30.05.2018       | 01 | Mundial             |
|                  |    |                     |
| 06.06.2018       | 02 | Masz minutę         |
|                  |    |                     |
| 13.06.2018       | 03 | Hokus Pokus         |
|                  |    |                     |
| 20.06.2018       | 04 | A gdzie jest Dania? |
|                  |    |                     |
| 27.06.2018       | 05 | Zmiana warty        |
|                  |    |                     |
| 07.07.2018       | 06 | Tego chcesz?        |
|                  |    |                     |
| Seria druga      |    |                     |
|                  |    |                     |
| 27.02.2020       | 01 |                     |
|                  |    |                     |
| 27.02.2020       | 02 |                     |
|                  |    |                     |
| 27.02.2020       | 03 |                     |
|                  |    |                     |
| 27.02.2020       | 04 |                     |
|                  |    |                     |
| 27.02.2020       | 05 |                     |
|                  |    |                     |
| 27.02.2020       | 06 |                     |